# Кім Кьон Е
Кім Кьон Е (кор. 김경애) на прізвисько Стейк — південнокорейська керлінгістка, олімпійська медалістка.

## Кар'єра
Срібну олімпійську медаль Кім виборола на Пхьончханській олімпіаді 2018 року в складі  команди Кім Ин Джон, в якій грала третьою.